# Colin Moynihan
Colin Moynihan, född den 13 september 1955 i Ashtead i Storbritannien, är en brittisk roddare.
Han tog OS-silver i åtta med styrman i samband med de olympiska roddtävlingarna 1980 i Moskva.